# Ezzat Al Dawla Malikzada Khanoum
Ezzat Al Dawla (in persiano  عز الدولة‎; Tabriz, 1827 circa – Teheran, 1905), anche Malek Nesa Khanom Qajar, Ezzat ol- Dowlek è stata una principessa persiana della dinastia Qajar, pronipote di Fath Ali Shah (1772-1834), figlia della sovrana Malika Jahan Khanum - Mahd-i'Ulya (1805-1873), unica sorella germana del quarto Scià di Persia Nāṣer Al Dīn (1831–1896), zia paterna e suocera di Mozaffar ad-Din Shah Qajar (1853-1907).

## Titoli ed Onorificenze
- "Begum Khanoum" (persiano: Sua eccellenza la signora).
- "Amirzada o Amirzadi" (persiano: La principessa).